# Poľný Kesov
Poľný Kesov (maďarsky Meső-Keszi) je obec v okrese Nitra na Slovensku. V letech 1808 až 1940 byla součástí obce Mojmírovce. Území obce patří do teplé klimatické oblasti – suché s teplým nížinným klimatem. Průměrná roční teplota je + 10,0 °C. Roční srážky jsou 530 – 650 mm. Počet letních dnů (s maximální teplotou vzduchu nad 25 °C) je 75. Obec je známá termálním koupalištěm, ve kterém teplota vody dosahuje 49,5 °C.

## Památné stavby
- barokní kúrie z 18. století, později přestavovaná
- zvonice z 19. století
- římskokatolický kostel, přestavěný v roce 1940 ze sýpky